# Orientopus yodoensis
Orientopus yodoensis är en spindelart som först beskrevs av Ryoji Oi 1960.  Orientopus yodoensis ingår i släktet Orientopus och familjen täckvävarspindlar. Inga underarter finns listade i Catalogue of Life.